# Frédéric Nimani
Frédéric Koutou Nimani N’Galou (* 8. Oktober 1988 in Marseille) ist ein französisch-zentralafrikanischer Fußballspieler.

## Verein
In der Saison 2006/07 wechselte Nimani vom Nachwuchs des AS Monaco in die erste Mannschaft. In 42 Ligaspielen für den AS Monaco erzielte er neun Tore. Um Spielpraxis zu sammeln, wurde er bisher an den FC Lorient, den CS Sedan, den FC Burnley und an den FC Nantes ausgeliehen.
Seit dem 30. Januar 2012 spielte er auf Leihbasis bei PAOK Thessaloniki, mit der Möglichkeit für einen endgültigen Wechsel nach Griechenland. Diese wurde allerdings nicht wahrgenommen und Nimani kehrte nach Monaco zurück. Im Januar 2013 wechselte er in die Ligue 2 zum FC Istres. Nach 10 Einsätzen in einem halben Jahr wechselte Nimani zur Saison 2013/14 zum griechischen Erstligisten OFI Kreta.
Anschließend war er noch bei weiteren Vereinen in Norwegen, Andorra und der Schweiz aktiv. Mit UE Sant Julià gewann er 2021 den andorranischen Pokal und absolvierte dann noch zwei Partien in der UEFA Europa Conference League gegen Gżira United. Seit dem 27. Januar 2022 spielt er für den SC YF Juventus Zürich in der Promotion League.

## Nationalmannschaft
Von 2006 bis 2008 absolvierte Nimani insgesamt acht Partien für die französische U-21-Auswahl und erzielte dabei zwei Treffer beim 5:0-Sieg gegen Malta. Zehn Jahre später bestritt er dann vier Länderspiele für die zentralafrikanische A-Nationalmannschaft. Sein Debüt gab er am 9. September 2018 bei der 0:1-Niederlage in der Qualifikation zum Afrika-Cup gegen Guinea.

## Erfolge
- Andorranischer Pokalsieger: 2021